# 特雷弗·派克
特雷弗·派克（英語：Trevor Pyke，1932年—1997年），英国音频工程师。他因电影从海底出击提名奥斯卡最佳音响效果奖。

## 部分影视作品
- 从海底出击 (1981)[1]